# آل امنجم

تعديل مصدري - تعديل

آل امنجم هي إحدى قرى عزلة  الوضيع بمديرية الوضيع التابعة لمحافظة أبين، بلغ تعداد سكانها 388 نسمة حسب تعداد اليمن لعام 2004.